# Наґльфарі
Наґльфарі (давньоскан. Naglfari) — перший чоловік богині ночі Нотт та батько Ауда в скандинавській міфології.
Наґльфарі не має власного міфологічного сюжету і не згадується у жодних джерелах окрім «Молодшої Едди». Це дало підстави окремим дослідникам вважати його конвенційною або вторинною фігурою, можливо вигаданою Сноррі Стурлусоном з невідомої на те причини.
Ім’я Наґльфарі є подібним до імені корабля «Наґльфар» (Naglfar) — легендарного судна, зробленого з нігтів мерців, яке, за пророцтвом, вирине під час Раґнароку.

## Згадка в «Молодшій Едді»
У Gylfaginning («Видіння Гюльві») Сноррі Стурлусон згадує Наґльфарі лише один раз як чоловіка Нотт:
Ньорві або Нарві звався йотун. У нього була донька на ім’я Нотт. Вона була чорною і темною, як і личило її роду. Вона була одружена з чоловіком на ім’я Наґльфарі. Їхній син звався Ауд...